# 新密市
新密市是中国河南省郑州市下辖的一个县级市，位于河南省中部、郑州市西南，嵩山南麓，双洎河上游，总面积1,001平方公里。總人口約82.6万人。新密西周时属密国，因“密山”得名，西汉置密县，1994年撤县设市，改密县设新密市。市政府駐青屏大街86号。
新密市为中国较具竞争力的县市，2020年，新密市GDP总量706.29亿元，人均GDP为85,430元。县域经济、综合竞争力、县域实力在全国县（市）中分别位居第62位、66位、69位。

## 历史沿革
新密原称密县，因境西南有密岵山而得名。《尔雅》云：“山如堂者曰密。”《名胜志》载：“密，山名，亦国名也”。
周代初，新密是周王室贵族的封地密国和郐国。密国都城在今天的大隗镇，郐国都城在今天的曲梁古城寨村。两国先后被周宣王和郑武公所灭。后在大隗镇置新密邑。秦朝时为颍川郡属地。西汉刘邦二年（前205年）置密县，属河南郡。此后历经东汉与曹魏等王朝，政区建制及隶属不变。西晋泰始二年（266年），密县划归荥阳郡。东晋十六国时期，先后为后赵、前燕、前秦、东晋、后秦等政权据有。北魏初属司州，后改属北豫州荥阳郡。孝昌二年(526年)，分密县为武陵和曲梁两县。北周时属荥州。隋大业初年废该县建制，大业十二年（616年）复置。唐武德三年（620年）置密州，辖零水和洧源二县，次年废密州，撤零水、洧源二县，复置密县，归属郑州。龙朔二年（662年）改属河南府。五代时期，先后为后梁、后唐、后晋、后汉、后周据有。北宋初承唐制，崇宁四年（1105年）划归郑州。宣和二年（1120年）还属河南府。金时属郑州，元至正二年（1342年），密县改称密云县，归钧州，属汴梁路。明洪武元年（1368年），又改为密县，政区建制及隶属不变。万历三年（1575年），划归开封府禹州。清承明制，仍属开封府禹州。中华民国时期，1914年，密县归开封道管辖，1932年划归河南省第一行政督察区。
1949年5月，密县划归郑州专区。1955年1月改属开封专区，1958年12月划归郑州市领导，1961年12月又交由开封专区。1983年9月起归郑州市管辖。1982年11月从密县境内划出98平方公里，设立新密区，由郑州市直接管辖。1987年3月新密区撤销，新密区辖区仍划归密县管辖。1994年撤县设市，撤销密县，设立县级新密市。
新密治所在地曾有两次较大的变化，隋大业十二年(616)，因县城大隗发生水灾，县城搬迁至古法桥堡城，即现在的老县城。由于密县老城座落在王沟煤田之上，因采矿需要，根据河南省革委会豫革生字(74)81号文件“关于密县县城搬迁问题的批复”，密县革委会于1974年成立密县新城筹建处，进行城区的规划及建设。1979年，密县县城由老城迁至现青屏山下的新城。

## 人口
根据(河南省)郑州市第七次全国人口普查公报数据显示：新密市常住人口为826031人    ，男性425509人，女性400522人，年龄结构中0-14岁占比20.19%，15-59岁占比62.54%，60岁以上占比17.27%，65岁以上占比12.91%。

## 地理
新密境内为嵩山东伸余脉绵亘地区，地势西北高、东南低，三面群山环绕，中部丘谷相间，东部较平坦，属浅山丘陵区。境内最高处为五指岭，海拔1108.5米，最低处交流寨，海拔114米。山区、丘陵、平原分别占总面积的21.2%、57.3%、21.5%。境内河流大多数属淮河流域，少量流入黄河。主要河流有洧水、绥水、溱水等34条。

## 行政区划
新密市下辖3个街道办事处、12个镇、1个乡：
青屏街街道、新华路街道、西大街街道、城关镇、米村镇、牛店镇、平陌镇、超化镇、苟堂镇、大隗镇、刘寨镇、白寨镇、岳村镇、来集镇、曲梁镇、袁庄乡、矿区办事处、尖山风景区管理委员会和郑州曲梁产业集聚区管理委员会。

## 经济
新密市位列全国工业百强县市榜單中。2020年GDP总量为706.29亿元，其中第一产业23.61亿元，第二产业366.80亿元，第三产业315.87亿元，人均GDP为85,430元。
新密市地处五岳之一的嵩山东麓，境内多丘陵。矿产资源丰富，煤炭和石灰石储量均有50多亿吨。全市有大小煤矿数百座，郑州煤业公司的数座核心矿井也都位于新密。此外，新密市的主要产业还有耐火材料、服装、装备制造、造纸、电力能源、生物医药等。
新密特产有金银花、大蒜等，亦是中国绵羊改良基地之一。

## 交通
新密境内有 商登高速、 郑少高速和 郑栾高速三条高速公路过境。此外还有 234国道、 343国道、 228省道等国道及省道干线经过新密境内。规划中的郑州市域铁路K2线将途经新密市，并在境内设站。

## 文化和旅游

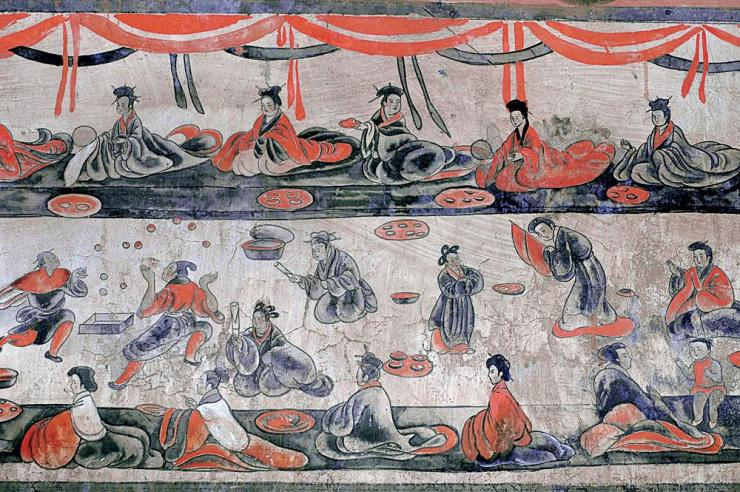
打虎亭汉墓壁画

- 打虎亭汉墓：全国重点文物保护单位，中国现存规模最大的汉代墓地。
- 古城寨城址：全国重点文物保护单位，龙山文化的遗存。
- 密县县衙：全国重点文物保护单位，位于新密市老县城（城关镇）正中心，始建于隋大业十二年（公元616年），现存建筑建于清康熙年间。
- 伏羲大峡谷
- 银基国际旅游度假区